# Saint-Sorlin
Saint-Sorlin är en kommun i departementet Rhône i regionen Auvergne-Rhône-Alpes i östra Frankrike. Kommunen ligger i kantonen Mornant som tillhör arrondissementet Lyon. År 2018 hade Saint-Sorlin 577 invånare.

## Befolkningsutveckling
Antalet invånare i kommunen Saint-Sorlin
| Referens: INSEE |